# 电信服务提供商
电信服务提供商（英語：Telecommunications Service Provider）是指提供传统电话或类似服务的通讯服务提供商。这类服务商包括既有地方电信业者、竞争地方电信业者和移动通讯业者等公司。
虽然有时可以使用“电话服务提供商”或“通讯服务提供商”等名词来替换“电信服务提供提供商”，但狭义上的“电信服务提供商”不提供互联网、有线电视、卫星电视及托管服务。
电信服务提供商主要提供电话接入及相关服务。过去，由于涉及资本开支等问题，绝大部分的电信服务提供商都是国有企业；但是随着时代的发展，不仅越来越多的私人公司进入该行业，甚至一些国有电信服务提供商也开始私营化。